# Krimsonia
Krimsonia is een stripverhaal uit de reeks van Suske en Wiske dat werd uitgegeven in 2011.

## Personages
In dit verhaal spelen de volgende personages mee:
- Suske, Wiske, tante Sidonia, Lambik, Jerom, eigenaar bloemenzaak, politie, kamerverhuurder, man in sportschool, Achiel, Krimson, singor Corpulente en ander criminele leiders, Bob en Benny, Roger, Nicolaï Dasnietov

## Locaties
Dit verhaal speelt zich af op de volgende locaties:
- België, fitness center: Het magere resultaat, het huis van tante Sidonia, het huis van Lambik en Jerom, bloemenzaak den triestige plant, supermarkt, kledingwinkel Mode Wellis-Norzien, huis van kamerverhuurder, artisanale pizzabakkerij Pizza Pollo, sportschool  De anabole binken, geheim hoofdkwartier van Krimson in een geheime bunker uit de Tweede Wereldoorlog onder een vuurtoren, de villa van Krimson, bank, pakhuis

## Het Verhaal
Wiske doet aan zumba en tante Sidonia danst met een lint in het fitness center. Als ze naar huis gaan horen ze een harde knal en het blijkt dat hun huis door een ontploffing is vernield. De politie denkt aan een gaslek, maar tante Sidonia vertelt dat ze stookolie gebruikt. De vrienden gaan bij Lambik en Jerom logeren. Tante Sidonia verliest haar baan in de bloemenzaak, ze wordt verdacht van diefstal. Ze komt in de supermarkt tot de ontdekking dat haar bankrekening zo goed als leeg is en koopt een bosje radijzen. Lambik zegt dat hij geen radijzen lust, in tegenstelling tot zijn grootvader die er dol op was. Dan ontdekt Lambik dat grootvaders klok is verdwenen. De politie komt dan met een aanhoudingsbevel voor Sidonia Van Stiefrijke, ze wordt verdacht van diefstal in een kledingwinkel en is op beelden van de bewakingscamera te zien. Op het moment van de diefstal was tante Sidonia echter in de bloemenzaak en wordt vrijgelaten. 
De volgende dag gaan Suske, Wiske en tante Sidonia naar het interimkantoor om een nieuwe baan te vinden. Lambik hoort de Chinese koekoeksklok van zijn grootvader en vindt hem onder het bed van tante Sidonia. Ook de leren jas, die te zien was op de tv, ligt onder het bed. Lambik confronteert tante Sidonia 's avonds met deze spullen en de politie komt opnieuw, het postkantoor blijkt te zijn overvallen. Tante Sidonia vlucht via het zolderraam en de regenpijp en ontsnapt op de scooter van Suske. Ze maakt haar haren zwart met wat schoenpoets en huurt een kamer. Al die tijd wordt tante Sidonia gevolgd door een zwarte wagen met het kenteken KRI-666. Tante Sidonia werkt als levend standbeeld en ondertussen komt er een man bij de kamerverhuurder. Hij komt een koffer met geld brengen en wil dat de kamerverhuurder driemaal daags een pil aan tante Sidonia geeft. 
Tante Sidonia heeft geen geld verdiend en wil de kamerhuur opzeggen, maar krijgt tot haar verbazing zelfs een gratis maaltijd. Ze voelt zich wat slapjes en gaat slapen. Suske en Wiske zoeken tante Sidonia, die een baan als pizzakoerier heeft gekregen. Ze brengt elke week een pizza naar sportschool en ziet dat degene die de pizza haalt steeds gespierder wordt. Ze gaat op onderzoek in de pizzabakkerij en ontdekt een pot met epo. Ze wil dit aangeven bij de politie, maar besluit dit niet te doen doordat ze zo teleurgesteld is over de oordelen over haar gedrag. Dan valt de politie haar kamer binnen, tante Sidonia weet te ontsnappen en wordt in een zwarte wagen binnengelaten. In de wagen zit Krimson en tante Sidonia besluit hem te helpen en wordt in de villa van Krimson opgeleid tot crimineel. Suske, Wiske en Lambik zien op tv beelden van tante Sidonia en ontdekken dat ze bij een epo-zaak betrokken is. Dan overvalt tante Sidonia een bank en een geldtransportwagen. 
Krimson geeft tante Sidonia een foto van Suske en Wiske, tante verscheurt hem onmiddellijk. Dit wordt gefilmd en een handlanger van Krimson stuurt het filmpje naar het huis van Lambik en Jerom. De vrienden zijn erg verdrietig als ze de beelden zien. De gesprekken in het huis van Lambik en Jerom worden opgenomen. Krimson stelt tante Sidonia voor aan zijn handlangers. Er wordt een overval op de Centrale Bank gepland, maar dan blijkt dat tante Sidonia beter ingelicht is dan Krimson zelf. De organisatie van Krimson begint aan het leiderschap van Krimson te twijfelen en de organisatie heeft nog nooit zoveel inkomsten gehad. Tante Sidonia noemt zich Krimsonia en ze stelt zich kandidaat als nieuwe leider. Krimsonia wordt unaniem gekozen en Krimson vraagt hulp bij ander criminele leiders, die echter ook voor Krimsonia kiezen. Suske, Wiske, Lambik en Jerom lezen over de nieuwe naam in de onderwereld. Dan belt Krimson aan en hij vertelt dat tante Sidonia pillen slikt waardoor ze misdadig wordt. 
Krimson vertelt dat er een antigif bestaat en hij brengt de vrienden naar zijn geheime hoofdkwartier aan de kust. Lambik weet niet dat het terrein door camera's bewaakt wordt en Krimsonia ziet beelden van de indringers. Ze gebruikt het laserkanon in de vuurtoren, maar Jerom weet het wapen te vernietigen. Hij wordt echter geraakt door de straal en raakt bewusteloos. Suske, Wiske, Achiel en Krimson worden gegijzeld en in de vuurtoren opgesloten. Krimsonia wil Suske en Wiske ombrengen, maar is hier toch te zwak voor. Dan slikt ze nog wat pillen en laat Roger de kinderen naar de sluis brengen. Ze laat de sluis openzetten en Suske en Wiske zullen verdrinken als het vloed wordt. Krimson koopt de mannen om en wil tante Sidonia haar oude vrienden laten ombrengen. 
Lambik is in de vuurtoren geklommen en hoort dit plan. Hij spuit het antigif in bij tante Sidonia en samen verslaan ze de criminelen. Jerom blijkt Suske en Wiske gered te hebben en de criminelen worden opgesloten. In het pakhuis bieden de leiders van criminele organisaties hun excuses aan Krimson aan. De politie valt binnen en arresteert de mannen. De vrienden komen ook in het pakhuis en vertellen dat dit zonder de hulp van Krimson niet was gelukt. Krimson wil dan ook gearresteerd worden, zoals de andere leiders. Krimson en Achiel vluchten, nu ze gezocht worden door alle criminele organisaties. Suske, Wiske en tante Sidonia gaan naar de ruïne van hun oude huis. Lambik en Jerom komen daar ook en bieden hun excuses aan. Ze hebben spijt tante Sidonia als verdachte gezien te hebben en vragen of de vrienden weer bij hen in huis komen wonen.